# IC 2532
IC 2532 је спирална галаксија у сазвјежђу Шмрк (Пумпа) која се налази на листи објеката дубоког неба у Индекс каталогу.
Деклинација објекта је - 34° 13' 42" а ректасцензија 10h 0m 5,4s. Привидна величина (магнитуда) објекта IC 2532 износи 13,0 а фотографска магнитуда 13,9. Налази се на удаљености од 37,8 милиона парсека од Сунца. IC 2532 је још познат и под ознакама ESO 374-16, MCG -6-22-7, AM 0957-335, IRAS 09579-3359, PGC 28915.